# Partido de Acción Nacionalista
El Partido de Acción Nacionalista (en turco Milliyetçi Hareket Partisi, MHP), es un partido político nacionalista de derecha a extrema derecha de Turquía.
En las elecciones legislativas de junio de 2015, obtuvo el 16.30 % del voto y 80 escaños en el parlamento. Sin embargo, en las elecciones repetidas de noviembre tuvieron una notable reducción de votos al obtener 11.9 % de los votos y 40 escaños.

## Ideología
Aunque el MHP tiene puntos de vista de nacionalismo extremista y populista, tiene una importante base de electores - especialmente en Anatolia Central- siempre se ha tolerado o aceptado por el Estado turco. Por sectores de izquierda se le ha tachado como fascista, y normalmente se ve o se presenta como un partido simplemente milliyetçi, es decir, nacionalista.
Uno de los puntos fundamentales de la ideología del MHP es el sueño de crear Turan, el Gran Imperio Turco, base de una ideología denominada turanismo o panturanismo. En Turan se incluyen a todos los pueblos turcos (en ocasiones denominados como túrquicos), que habitan esencialmente en los países de Asia Central que surgieron tras el derrumbe de la antigua Unión Soviética, así como la mayoría de los habitantes de una extensa provincia del norte de la República Popular China, principalmente en la Región Autónoma Uigur de Xinjiang (Pueblos uigures del Turquestán Oriental).
El MHP se opone a que se realice cualquier concesión a los nacionalistas kurdos del PKK.
También posee un discurso o manifiesto de corte islamista moderado, que le ha brindado desde sus comienzos un apoyo popular estable.

## Historia
Las orígenes de la extrema derecha turca se remontan a finales de la década de 1930, alrededor de militares favorables al régimen nazi y al panturquismo. Uno de estos militares, el coronel Alparslan Türkeş, fundó el MHP en 1969. Sus militantes, los Lobos Grises, eran violentamente anticomunistas.
En la década de 1970, las milicias del MHP se enfrentaron violentamente a los sindicatos y partidos de izquierda radical. En 1978, los militantes del MHP masacraron familias enteras en la ciudad de Kahramanmaraş. Varios centenares de personas fueron asesinadas en dos días.
De la misma manera que el resto de partidos, el MHP fue prohibido después del golpe de Estado militar del 12 de septiembre de 1980, y esto hizo que perdiera a muchos miembros de sus estamentos políticos en favor de grupos como el neoliberal Partido de la Madre Patria (Anavatan Partisi) o vestigios de movimientos islamistas. El Partido de Acción Nacionalista (Milliyetçi Çalışma Partisi, MÇP) fue fundado en 1983 como sucesor del MHP, el cual desde 1992 es de nuevo renombrado con sus siglas anteriores, MHP.

### Gobierno de coalición
En 1998, cuando el dirigente separatista kurdo Abdullah Öcalan estaba en Italia, muchos partidarios del MHP se vieron en televisión quemando banderas kurdas e italianas, para demostrar su lealtad al nacionalismo turco.
En las elecciones de 1999, después de la captura de Öcalan y con el sentimiento nacionalista turco en auge, bajo promesas de ejecutar al líder kurdo, el partido se convierte en el segundo más importante en votos, con alrededor del 18 %, el más alto de su historia. Así pues, el Ejército turco fuerza a una coalición para formar gobierno con el partido Demokratik Sol Parti y el Anavatan Partisi (ANAP), además de suavizar su discurso religioso.

## Brazo paramilitar
Tienen un brazo paramilitar, los Lobos Grises (en turco Bozkurtlar) que causó estragos en la agitada y turbulenta época de las décadas de 1970 y 1980, con asesinatos y guerra encubierta con partidarios de izquierdas.

## Resultados electorales
| Elecciones                          | Líder            | # de escaños | ±-          | # de votos | % de votos |
| ----------------------------------- | ---------------- | ------------ | ----------- | ---------- | ---------- |
| 1969                                | Alparslan Türkeş | 1/450        | 10          | 275.091    | 3,03%      |
| 1973                                | Alparslan Türkeş | 3/450        | 2           | 362.208    | 3,40%      |
| 1977                                | Alparslan Türkeş | 16/450       | 13          | 951.544    | 6,42%      |
| Partido prohibido entre 1980 y 1992 |                  |              |             |            |            |
| 1995                                | Alparslan Türkeş | 0/550        | Sin cambios | 2.301.343  | 8,18%      |
| 1999                                | Devlet Bahçeli   | 129/550      | 129         | 5.606.583  | 17,98%     |
| 2002                                | Devlet Bahçeli   | 0/550        | 129         | 2.635.787  | 8,36%      |
| 2007                                | Devlet Bahçeli   | 71/550       | 71          | 5.001.869  | 14,27%     |
| 2011                                | Devlet Bahçeli   | 53/550       | 18          | 5.585.513  | 13,01%     |
| Junio de 2015                       | Devlet Bahçeli   | 80/550       | 27          | 7.516.480  | 16,25%     |
| Noviembre de 2015                   | Devlet Bahçeli   | 40/550       | 40          | 5.694.136  | 11,90%     |
| 2018                                | Devlet Bahçeli   | 49/600       | 9           | 5.565.331  | 11,10%     |
| 2023                                | Devlet Bahçeli   | 50/600       | 1           | 5.484.515  | 10,07%     |